# 聖女貞德
貞德（法語：Jeanne d'Arc，約1412年1月6日—1431年5月30日），一译让娜·达尔克，是法国中世纪后期的军事将领，在英法百年戰爭（1337年—1453年）中帶領法兰西王国軍隊抵抗英格兰王国軍隊入侵，被誉为法国的民族英雄、国家象征。
貞德出生于法国农村。传说她在13歲時在村後的大樹下遇見天使聖彌額爾、聖瑪加利大和聖加大肋納，從而得到「天主的啟示」，要求她帶兵收復當時由英国人佔領的法國失地。後來她幾番轉折，得到兵權，于1429年解奥尔良之围，成為聞名法國的女英雄，后帶兵多次打敗英格兰的侵略者，更促使擁有王位承繼權的查理七世于同年7月16日得以加冕。然而貞德于1430年在贡比涅一次小衝突中為勃艮第公國所俘，不久為英格兰人以重金購去，由英格兰当局控制下的宗教裁判所以異端和女巫罪判處她火刑，于1431年5月30日在法國鲁昂當眾處死。而當英军最終在1450年代的福爾米尼戰役和卡斯蒂永戰役遭到殲滅，被徹底逐出法國時，貞德年老的母親說服教宗嘉禮三世重審貞德案，最終於1456年為她平反。1920年，教宗本笃十五世正式将贞德封为圣女，因而有“聖女貞德”或“奥尔良圣女”（la Pucelle d’Orléans）之称。
貞德成為后世西方文化中的一個重要人物。從拿破崙時代到現在，法國的政治人物常以她的偉大形象進行宣傳。眾多的作家和作曲家，包括莎士比亞、伏爾泰、席勒、威爾第、馬克·吐溫、柴可夫斯基、蕭伯納與布萊希特都創作過有關她的作品，而大量以她為題材的電影、戲劇和音樂也一直持續發展直到今天。

## 背景
貞德嶄露頭角前的法國在歷史上最陰暗的時期，長期的英法百年戰爭讓官民遭受了大量苦難。法國北邊的一大片領土被英格蘭軍隊所佔據，而且這些地區很可能就要被以“第二王國”的名義(永久)成為亨利領土。當時的法國國王為查理六世，他在位四十二年之久，但大約在貞德出生之前二十年，他廿四歲時，開始有精神病的癥狀，在位中後期完全無法處理政事。查理的親戚，勃艮第公爵無畏的約翰與奧爾良公爵路易，經常為了權力與王室的人的監護權而爭吵不休，而當伊莎貝拉王后的婚外情緋聞傳出後，兩派的鬥爭急劇升高，各自開始綁架王室的成員，鬥爭在1407年達到最高潮，無畏的約翰策劃刺殺了路易公爵，引爆兩派長達三十年的內戰。支持者被說是勃艮第派與阿馬尼亞克派。

貞德嶄露頭角前的法國。兩小圓點分別代表了當時被英格蘭人和勃艮第人所佔據的巴黎，和在它東北方的蘭斯。

英格蘭國王亨利五世趁法國內部這場政爭，再次入侵法國，在1415年的阿金库尔战役中獲得勝利，並接著佔領了法國北部的城鎮。查理六世的幼子查理，亦是未來的法國國王查理七世，在4個哥哥都去世後，於14歲時承擔起了王儲的頭銜。他第一項重大的行動是於1419年和勃艮第公爵無畏的約翰締結和平協議，但這次談判卻变成大災難，王儲查理事先保證會保護約翰的安全，但在談判中敵對的阿馬尼亞克派刺殺了約翰。繼任勃艮第公爵的菲利普三世於是改與英格蘭結盟，亨利與他佔領大片法國土地。
1420年，伊莎貝拉王后簽下《特魯瓦條約》，承認查理死後，由亨利五世和他的繼承人繼承王位。還引起了關於王儲其實是伊撒貝拉與奧爾良公爵的私生子、而不是國王查理所生的揣測。英王亨利五世與法王查理六世於1422年在2個月內相繼去世，英法兩國的王位由亨利五世唯一的兒子，當時只是一個九個月大的嬰兒——亨利六世繼承。亨利名義是國王，但實由亨利五世的弟弟第一代贝德福德公爵兰开斯特的约翰攝政。而(前)王儲查理在阿馬尼亞克派的支持下，只控制著羅亞爾河以南地區，法蘭西北部完全淪於約翰統治之下。
到了1429年，幾乎法國的整個北部，以及西南方的一部分，都在約翰的控制下。他們佔領了巴黎，而勃艮第人則佔有兰斯。蘭斯的重要性在於，它一直是法國國王進行加冕典禮和祝聖儀式的傳統地點，尤其是這時主張擁有王位的法國王室的人都還未加冕。北方人這時攻擊奧爾良，它處在卢瓦尔河上，它成為了最後的能阻擋英軍長驅直入剩餘土地的戰略要地。法蘭西民族面臨空前危機，依據現代歷史學家的說法“整個王國的命運都繫在奧爾良上”。當時沒有多少人對奧爾良的未來感到樂觀。

## 生涯

### 童年

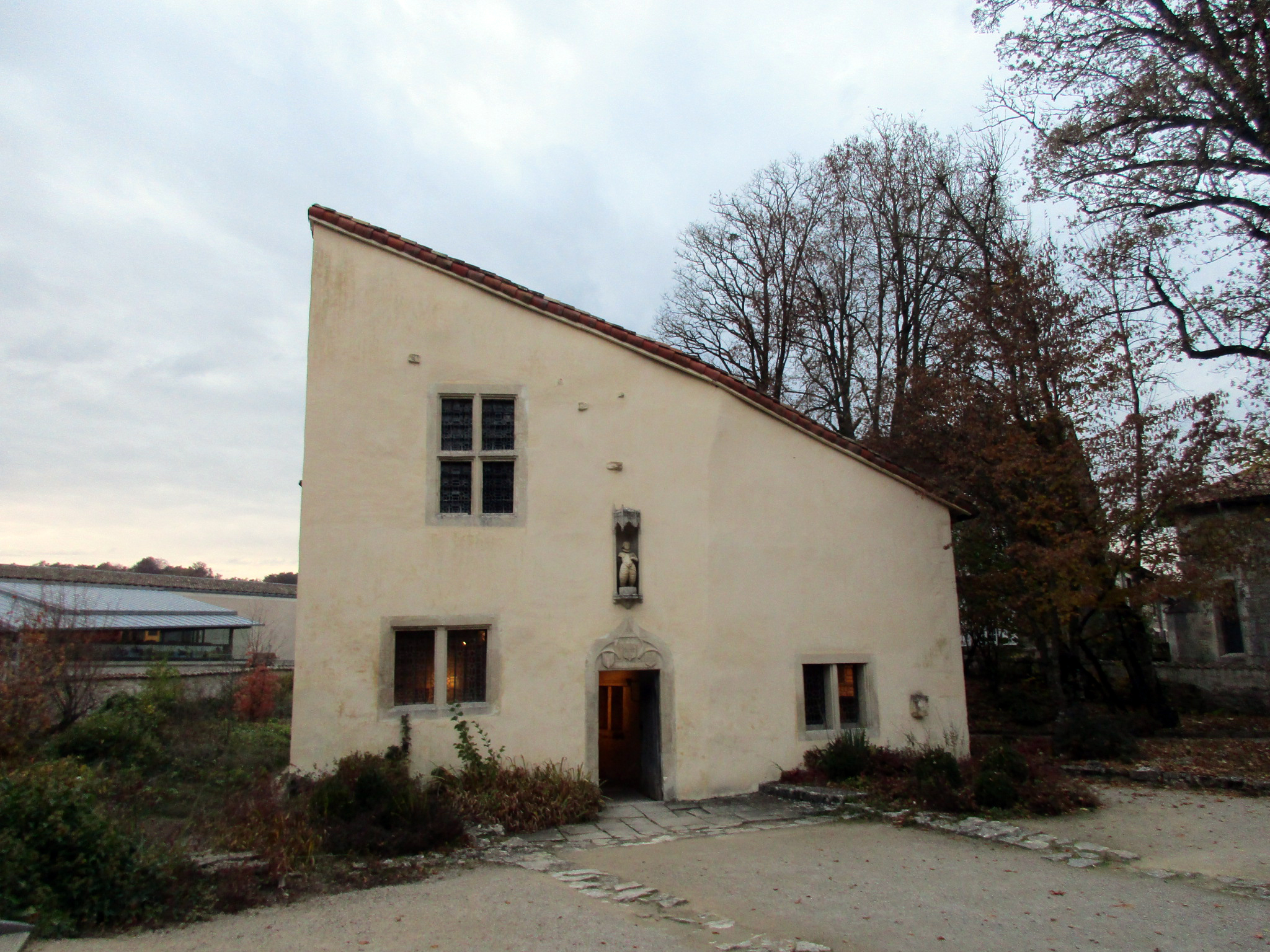
貞德的出生地，現在成了博物館。村莊的教堂就在右邊幾棵樹的後面，當時貞德經常前去禱告。

貞德出生於法國香槟-阿登大区和洛林大区邊界一個叫做栋雷米的農村，父親為雅克·達爾克，母親為伊莎貝拉·洛美。她的雙親擁有大約50英畝的土地，並經營一座農場，同時她的父親也擔任了村莊裡不太重要的官員職務，負責收集稅金並領導看守村莊的工作。這個村莊屬於法國東北部仍然忠誠於法國王室的一小塊孤立地區之一，週遭都被勃艮第人的領土所包圍了。在貞德的童年中，村莊遭受了幾次襲擊，其中一次甚至使村莊起了大火。
貞德在1424年遇見第一次神蹟。據稱她遇見了大天使聖彌額爾、聖瑪加利大和聖加大肋納，告訴她要趕走英格蘭人，並帶領王儲至蘭斯進行加冕典禮。在她16歲時她請求她的親戚杜蘭德·拉蘇瓦（Durand Lassois）帶她前往附近的，她在那裡向當地的駐防部隊指揮官博垂库尔（Robert de Baudricourt）說明來意，希望能帶她前往王儲查理的所在地——希农。博垂库尔只是嘲笑了她一番，但這並沒有讓貞德就此打退堂鼓。
貞德在第二年的一月再次前來，隨同的還有兩個支持她的士兵：讓·德梅斯和貝爾特朗·德普朗吉。在他們的支持下她獲得第二次接見，在談話中她並說出了一些神奇的戰情預報，預言奧爾良附近的法軍会在鯡魚之戰中战败。

#### 邁向傳奇

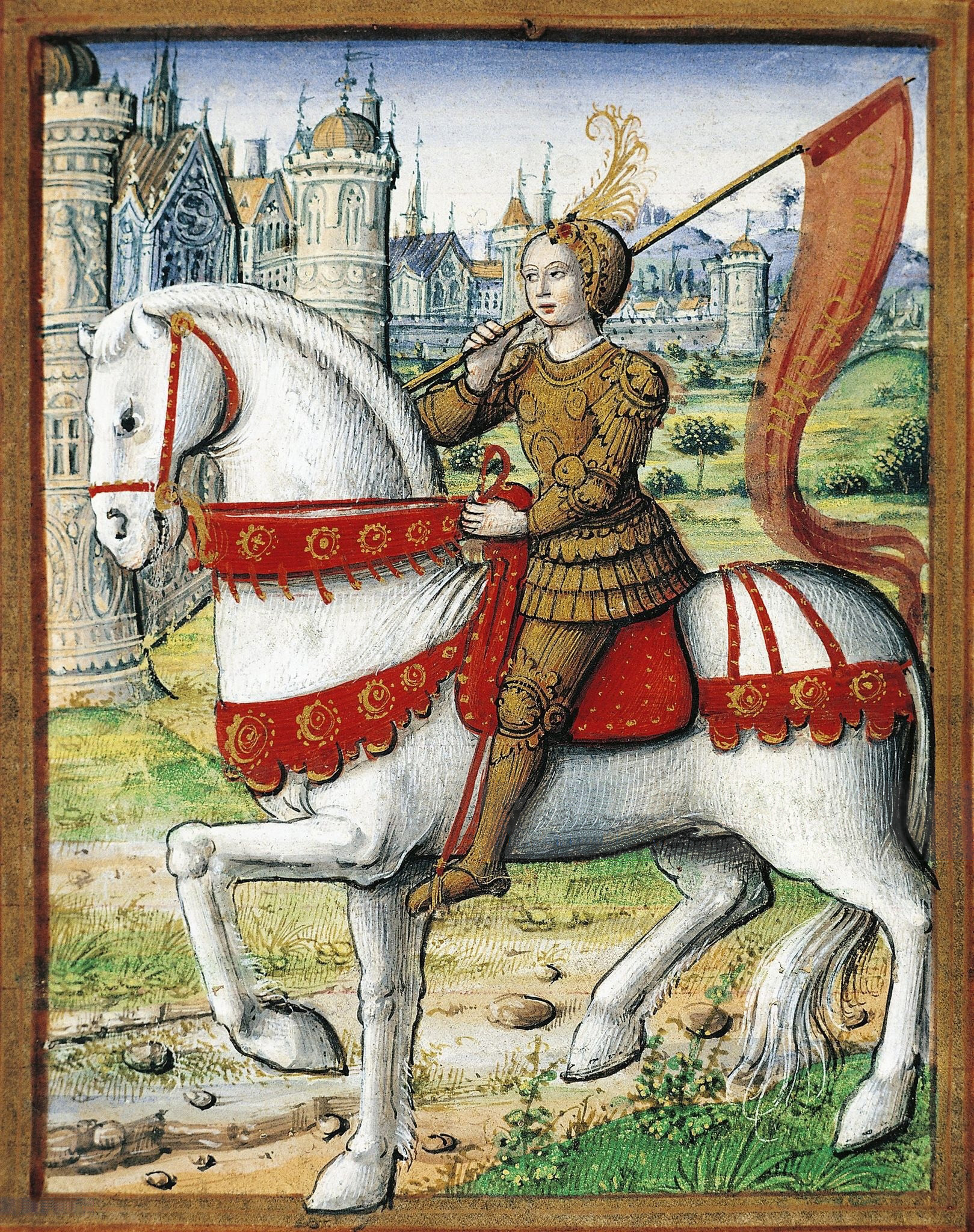
聖女貞德，出自1505年的手稿。她總是帶著她的軍旗進入戰場。目擊者也講她攜帶的武器包括劍、長矛或斧。

在前線傳來的消息證實了貞德的預言後，博垂库尔終於同意護送她前往希農。她偽裝男人，穿越了廣闊的敵方勃艮第領土，最後到達王儲查理在希農的城堡。在會面中她給了查理極為深刻的印象，據説查理爲了考驗他混在貴族之中，而與王儲查理從未謀面的她沒有絲毫猶豫便認出了他，查理接著指示在普瓦捷對貞德背景的調查和神學的檢驗以證實她的道德。在這個時候，查理的岳母约兰德（Yolande of Aragon）籌措了資金以發起解救奧爾良的遠征。貞德請求參與這次遠征，並穿上了騎士的裝備，由於她沒有自己的資金，她的盔甲、馬匹、劍、旗幟與隨從花費都是他人捐贈的。歷史學家Stephen W. Richey 對於貞德為何能受到任用提出了這樣的解釋：
“在戰場一年接著一年的可恥失敗，法國政府在軍隊和人民的領導地位上已經士氣低落而名聲敗壞。當查理王儲同意由貞德來領導他的軍隊並準備戰爭時，他很可能已經試過所有正規、理性的策略選擇，然而卻皆告失敗；只有一個已經到達了存亡最後關頭、卻全然無計可施的政權，才會在絕望下相信一個自稱受到上帝指示的農村文盲女孩，讓她指揮法軍。”
貞德的軍隊在1429年4月29日到達戰場，但當時的法軍指揮官迪努瓦公爵和其他將領自行擬定了作戰計畫，在沒有告知貞德的情況下展開作戰。貞德察覺後對此大發雷霆，無視於其他經驗豐富的指揮官計畫先補給奧爾良的判斷，貞德主張直接攻擊英軍，她投入了每一場小規模戰鬥中，身處戰鬥的最前線，並隨身帶著她那明顯的旗幟。對於貞德在戰場上的實際領導能力一直是歷史上的爭論之一，目擊者聲稱她常常在戰場上做出相當明智的決策，但士兵和將領們往往將她所獲得的勝利視為是上帝的神秘力量所成就的。傳統的歷史學家如Edouard Perroy 則推斷貞德在戰場上的領導作用主要是在士氣上的。這些分析往往是根據後來貞德在審判上的證詞，貞德聲稱更注重其軍旗、而不是其劍。最近學者在審判證詞的解讀則較常想，跟隨她的軍官們將她認為足智多謀的戰術家和成功的戰略家。Stephen W. Richey主張：“她持續領軍獲一系列不可思議的勝利，扭轉了整場戰爭的局面。”不管在哪種情況下，歷史學家都同意，法軍在她的領導下都能創造相當非凡的勝利。

### 領導者

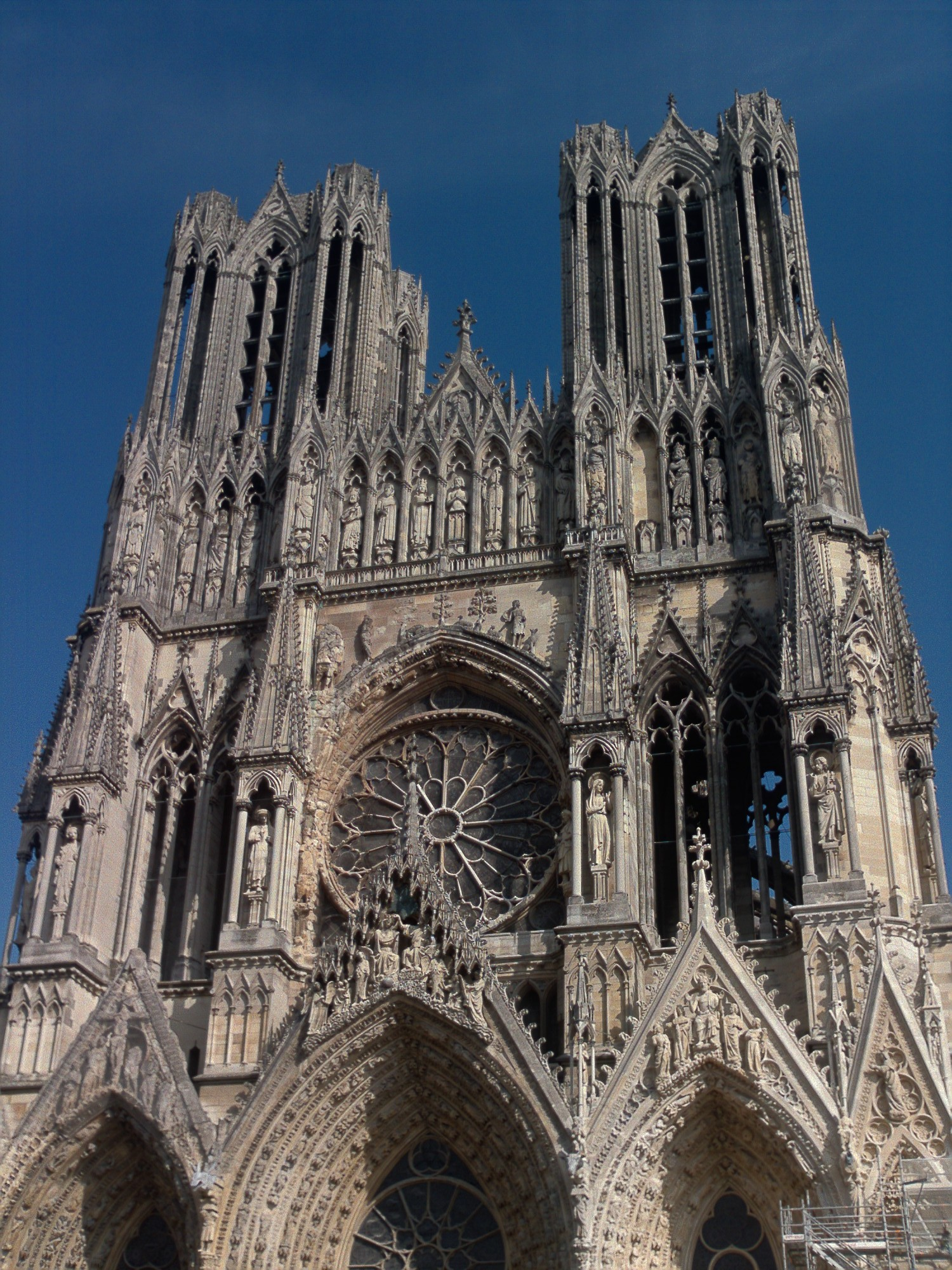
蘭斯主教座堂，法兰西王国傳統上的加冕典禮地點。

貞德非常輕視法軍將領們一向謹慎行動的戰略，在戰場上她採用正面的猛烈攻勢來進攻那些英軍堡壘。在攻陷了幾個堡壘後，英軍開始放棄其他木製的防禦建築，並集中剩餘的兵力，以防守一座控制了奧爾良聯外橋樑的石製堡壘——土列爾堡壘（les Tourelles）。在1429年5月7日，法軍開始進攻土列爾，貞德在交戰中被一支箭射中肩膀而被士兵們抬離前線，但她很快把箭拔了出來，負傷重返戰場以領導最終的攻勢。
在奧爾良的迅速勝利，使法軍開始計畫進一步的攻勢。英格蘭人預期法軍的下一個目標會是巴黎或诺曼底；迪努瓦公爵後來證實這的確是原本計畫的目標，但貞德堅持應該朝蘭斯進攻。在一系列突如其來的勝利後，貞德說服查理授與她和阿朗松公爵全權指揮軍隊，並獲得允許進攻羅爾河附近的橋樑，以作為稍後進攻蘭斯的序幕。這是一個相當大膽的提議，因為蘭斯與奧爾良的距離是巴黎的兩倍，而且已經深入敵軍領土。
法軍在1429年6月12日攻下了，6月15日攻下，接著在6月17日攻下博让西，阿朗松公爵完全支持貞德所做的決定。其他的將領，包括迪努瓦公爵，也對貞德在奧爾良的勝利印象深刻，而都轉為貞德的忠誠支持者。貞德還在雅爾若戰役中，警告阿朗松閃避來襲的火炮而救了他一命。在同一場戰役中，她也在攀爬攻城梯時遭到石頭擊中頭盔，但她仍繼續戰鬥。在6月18日，預料中的英格蘭援軍到達，英軍指揮官為約翰·法斯托夫，這場帕提戰役可以看作是阿金库尔战役的逆轉：法軍先鋒部隊在英軍長弓兵的陣勢準備完成前便發動突襲，在接下來的戰鬥裡殲滅或俘虜了大批的英軍，並俘虜了英軍指揮官，與一小批士兵逃出的法斯托夫則成為英格蘭可恥戰敗的替罪羔羊。法軍在戰役中只承受了極小的傷亡。
法軍於1429年6月29日開始從進攻兰斯，並於7月3日在與勃艮第城市的談判中使奧塞爾保持中立，法軍於是得以通過，其他途中路經的城鎮也都毫無抵抗的重歸法國一方。而之前簽定了特魯瓦條約的特鲁瓦，也在四天的圍城後不流一滴血的投降了。法軍到達特魯瓦後面臨糧食供應不足的問題，傳說此時貞德結識了一位名為“兄弟理查”（Brother Richard）的修道士，兄弟理查長期以來在特魯瓦宣揚世界末日將近的警告，而使當地的農民改種植豆類—能夠早熟的作物，軍隊到達時豆實剛好成熟，於是便解決了糧食問題。這個傳說被歷史學家路希·史密斯（Edward Lucie-Smith）所引用，他以此主張貞德扮演的其實是神聖化的角色、而不是實際的一些能力。
兰斯在1429年7月16日打開了大門，加冕典禮迅速於隔天早晨舉行，查理王儲正式加冕為查理七世；貞德在加冕儀式上也有一席之地，她宣布上帝的意志已經實現。雖然貞德和阿朗松極力主張進攻巴黎，但查理較傾向於與勃艮第進行談判以達成休戰。勃艮第的菲利普公爵於是利用談判來作為緩兵計的策略手段，在談判的同時暗中增援巴黎的防禦。法軍繼續往巴黎前進，途中獲得更多城鎮和平的投降。由英格蘭貝德福公爵率領的英軍與法軍在8月15日相遇，雙方打成平手。法軍接著在9月8日進攻巴黎，儘管貞德在戰鬥中被石弩擊傷腿部，她仍然繼續指揮軍隊直到當天的戰鬥結束。隔天早上，她便接到王室的命令下令法軍撤退。許多歷史學家將這次撤退歸咎於法國大臣拉特雷穆瓦耶公爵（Georges de la Trémoille）所犯下的政治大錯。

### 遭俘虜以及審判

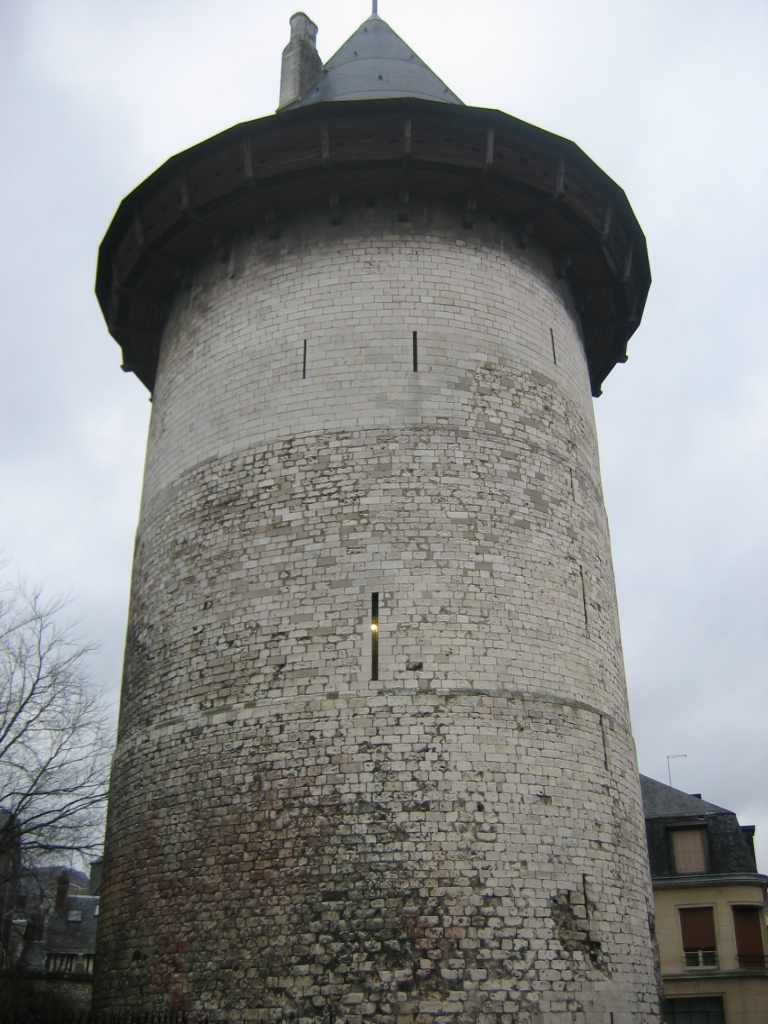
貞德在審判的過程中被監禁在位於盧昂的這座高塔。後來這座塔便被稱為聖女貞德塔。

貞德在盧瓦爾-沙里特度過了沒有戰鬥發生的1429年11月和12月，接著在1430年3月前往马恩河畔拉尼，並在5月13日前往贡比涅以抵擋英格蘭和勃艮第人的攻勢。在1430年5月23日的一場小規模戰鬥中，貞德被俘虜了。當她下令軍隊撤退回貢比涅城時，她處在軍隊的最後方以確保所有人都退回了城裡，但就在這時貢比涅城因為害怕英軍跟著闖入，沒等到所有部隊撤回便將城門關下，貞德與剩餘的後衛部隊便遭到了勃艮第人俘虜。
當時有關俘虜的慣例是，只要俘虜的家人能付出贖金便能將他贖回，但這次勃艮第人不想這樣做。許多歷史學家指責查理七世沒努力進行援救。她試圖逃跑了好幾次，有一次甚至從70英尺的高塔跳下來，摔在乾涸了的護城河的柔軟泥地上而沒受重傷。在一番談判後，菲利普公爵將貞德交給英格蘭。法國北部博韦的一名主教皮埃爾·科雄在這些談判和稍後的審判中擔任關鍵的角色，他是英格蘭的強硬支持者，並認為自己有責任確保貞德會遭受懲罰。
刚开始英格兰人打算将贞德定为女巫并用火刑处死，然而经过检查贞德是处女（当时传说巫女会与恶魔交媾来取得魔力），所以英格兰人决定利用贞德不穿女装这一点来定罪。这场对贞德的審判是出自政治上的目的。貝德福公爵宣稱法國國王的寶座應該屬於他的姪兒—英格蘭國王亨利六世的，而她則破壞了這一切。審判的程序於1431年1月9日在盧昂展開，由英格蘭佔領当局主導，審判的程序在許多方面都顯得雜亂無章。

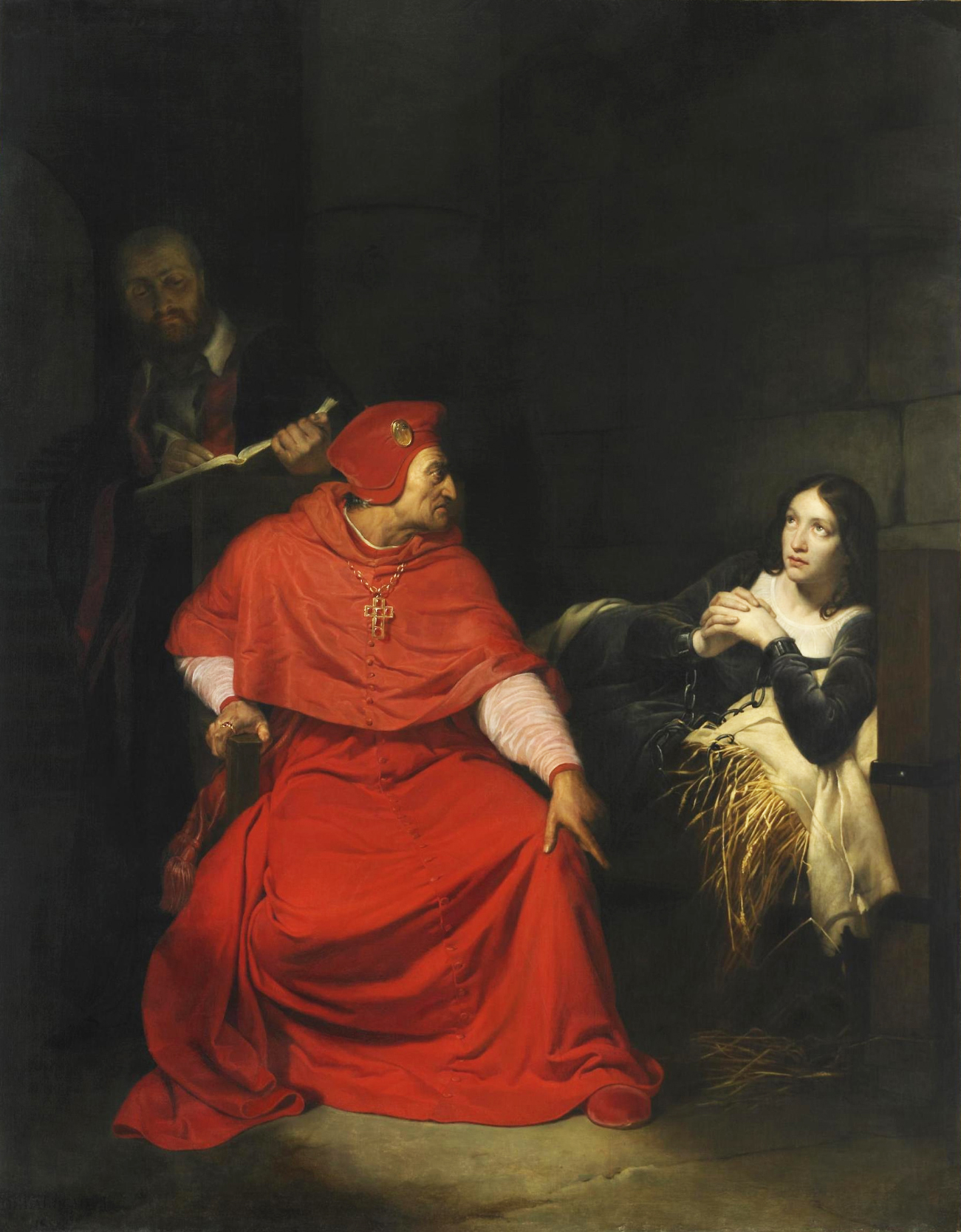
溫徹斯特的樞機在審問貞德（由Gillot Saint-Èvre所繪，現存巴黎羅浮宮）

總結一些主要的問題，擔任法官的科雄主教的審判權只是法律上假設（legal fiction），他是因為親英格蘭的立場而獲得了這個職位。
英格蘭政府資助整場審判的花費。神職的公證人員Nicolas Bailly，也只被任命以收集對貞德不利的證詞，而沒有提出半點對貞德有利的證詞。也因此整場審判缺乏根本的公平基礎，無論如何貞德都將被定罪。
審判記錄證明了貞德有著卓越才智。記錄中最著名的一段質問是：“妳是否覺得自己受到上帝的恩典？”這個問題是個陷阱，當時教會的教條是沒有人可以肯定他自己受到上帝的恩典，如果她做出肯定答覆，那她就證明了自己是異端邪說；而如果她的答覆是否定的，那她就承認了自己是有罪的。而貞德回答：“如果沒有得到，希望上帝能賜予我；如果我已得到，希望上帝仍賜予我。”公證人Boisguillaume後來證實了當時法庭在聽到了貞德的回覆後，“那些質問她的人全都目瞪口呆”，並且只得暫停了那天的審問。這一段質問後來非常知名，在現代成為了許多領域的題材。
幾個法庭的人員後來證實很大一部分的手抄記錄都被更改了（更改的對貞德不利）。許多神職人員都是被強迫參加的，包括審問官Jean Le Maitre，其他一些人甚至遭到來自英格蘭人的死亡威脅。依據審訊的規定，貞德應該被監禁在由修女所看守的教會監獄，但英格蘭人卻故意將貞德監禁在一般由士兵看守的監獄中。科雄主教也拒絕了貞德希望教宗出面的要求，因為這很顯然會讓他的審判停止。5月30日，本穿女装的贞德又换回男装，教士記录认为这是为了避免被奸污，因为当时的男装极难强行脱下，然而这却给英格兰人的定罪提供了很好的借口。
最後法庭總結了貞德的12項罪行指控，但這些指控都和在審判中的紀錄相互矛盾。在各種方式逼迫之下，不識字的貞德在立即处死的威胁下簽下了一份她完全看不懂的公開棄絕書，宣布否认自己看到过神迹并且承认自己是宗教异端，而法庭在官方留下的記錄上則是另一份不同的文件。

### 死刑

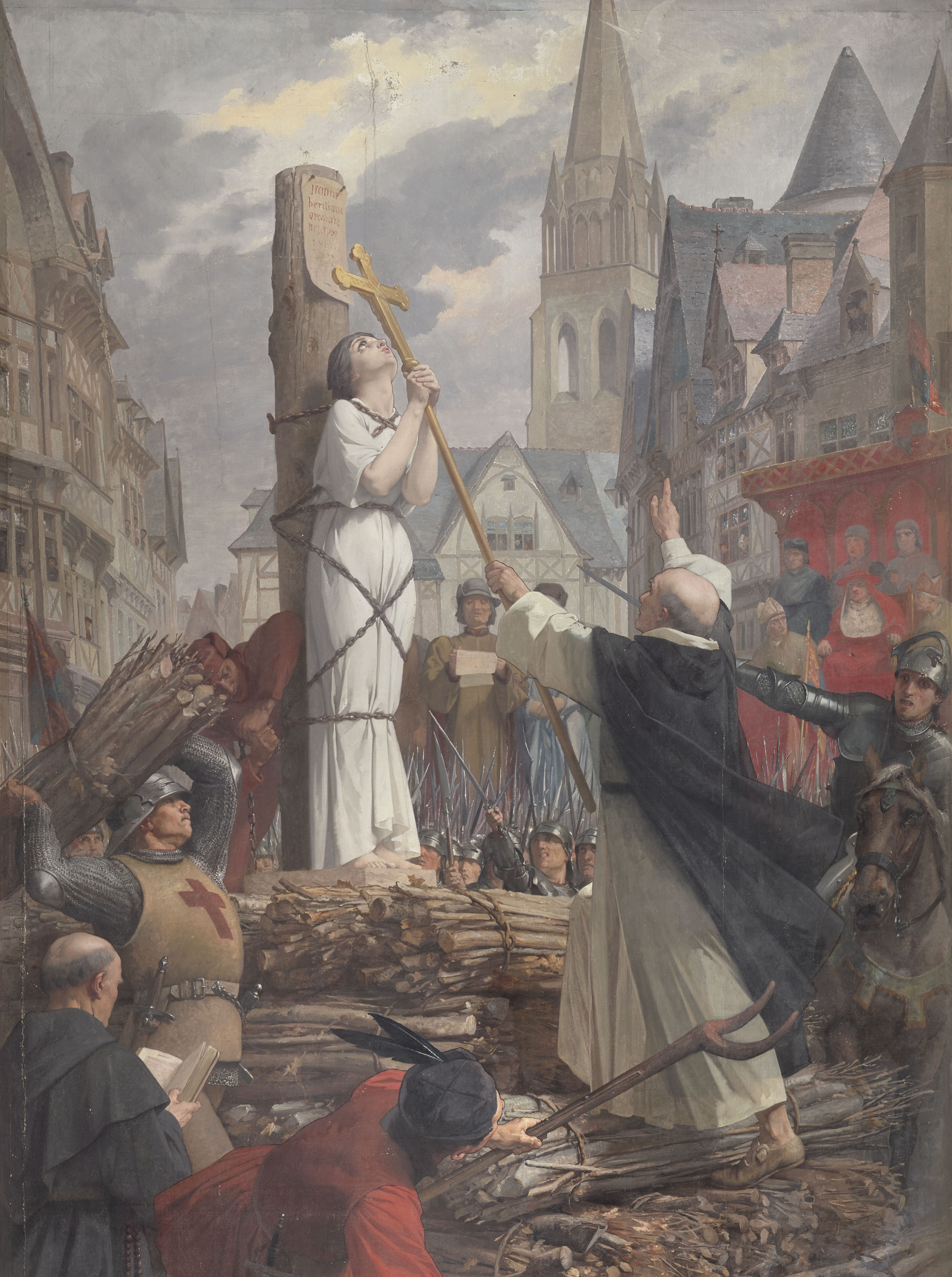
貞德被綁在火刑柱上，手握著十字架祈禱，為法國新古典主義畫家Jules-Eugène Lenepveu的作品。

當貞德簽下棄絕書時，棄絕書上也聲明同意穿著女性的服裝（自從離開家鄉以來，貞德始終穿著男裝）。幾天後，依據目擊者的說法，貞德在監獄中被一名英格蘭貴族試圖強姦未遂。她重新開始穿著男裝，要不是為了防止騷擾，或者就如同Jean Massieu 作證所言的，因為她的裙子被偷走而沒有衣服可以蔽體了。
如果一个人只犯了一次“异端”的罪行，宗教法庭一般是不可以直接处死的，而由于贞德在签过了“公开弃绝书”后再穿男装，宗教法庭便可以判处她为“屡不悔改”，加上贞德在监禁期间依然说她看到了神迹，英格兰人操纵的法庭最终宣布用火刑处死贞德。
死刑於1431年5月30日在盧昂的老集市广场進行，目擊者描述了死刑的那一幕。貞德被綁在火刑柱上，她不斷地祈禱著，並向旁邊的神父請求讓她握著一個小十字架。最後火被點燃，幾分鐘後就結束了。英兵將燒焦的木炭撥開，暴露出焦黑的屍體，以向人群證明她的確死了，接著又燒了屍體一次，以免有人想收集她的骨灰。
英格蘭人將剩餘的灰燼都扔進了塞纳河。負責點火的劊子手Geoffroy Thérage 後來形容他當時“非常害怕因燒死了一位聖女而會被打入地獄。”

### 重新審判
在戰爭結束後重新進行了一次審判。在貞德年邁的母親伊莎貝拉·達克和法國宗教裁判所的首席法官Jean Brehal 的請求下，卡利克斯特三世授權了這次重新審判。審判開始於Guillaume Bouille神父對案件重新的審訊，並在1452年由Brehal主導下進行了調查，正式的裁決則在1455年11月進行。遍及歐洲各地的許多神職人員參加了審判，審判的過程也遵照標準的法庭規定進行。神學家組成的小組也分析了115名目擊者的證詞。最後Brehal在1456年6月提出結論，描述貞德是一個为正义牺牲的圣女，並指出當初主導審判的皮埃爾·科雄是為了自身的現世利益而錯誤的將貞德定罪。法庭在1456年7月7日正式宣布了貞德的清白。

## 貞德的服裝
貞德自從離開家鄉後直到她被俘虜並誤簽棄絕書之前都穿著男裝。女性穿著男裝在那個時代是會引起宗教上的指責的，英格蘭人主導的審判也以此將貞德定罪，理由是聖經上有關穿著的規定。但在重新審判中推翻了這一項指責，主張這忽略了聖經教義上的例外情況。
在教義上來講，女人可以在必要時偽裝她自己以穿越敵方的領土、讓她在戰鬥中可以穿著盔甲，並稱這樣做可以讓她在露宿野外時避免性騷擾。在重新審判上作證的神父證實她在監獄裡穿著男裝以避免遭騷擾和強姦，為了保持貞潔而穿著男裝也是一個很正當的理由：這樣穿著可以緩慢侵犯者的速度。當初經查理王儲指示而在普瓦捷對貞德進行的調查也指出，她穿著男裝是因為她的任務是男人所做的工作，也因此着男裝更為合適。她在整個軍事生涯和後來被俘時都保持著短髮，重新審判中的神學家以及法官Brehal也都替她的髮型辯護。
就如Francoise Meltzer 所說的：“對於聖女貞德的描述，顯示出人類每個時代以來在性別上的成見和偏見，但這些記載卻沒有告訴我們聖女貞德的長相。這些記載是可以被解讀的，一種關於性別的記號：每個世代以來的文化對於具有勇敢特質的人物的想像，再加上性別角色上的模糊，使得她相當難以被後人描繪。”

## 貞德看到的神蹟
聖女貞德所看到的神蹟一向是她的事蹟中最受爭議與討論的，吸引了許多神學家和心理學家的研究。有關她看到的神蹟的線索只能從當初審判的紀錄裡加以找尋，這些紀錄相當複雜且不一定準確，而且貞德在審判一直抗拒回答法庭針對這些神蹟的質問，也拒絕依照慣例對這些回答的真實性做發誓。對於貞德所言“看到了某些東西”的宣稱通常被認為是出自真誠的，她認出了天使聖彌額爾、聖瑪加利大和聖加大肋納出現在神蹟中，問題只在於她所看到的是否真的是神蹟。虔誠的天主教徒更相信貞德所看到的真的是出自神蹟。

而另一種看法，許多學者認為貞德所看到的只是由心理疾病造成的幻覺和妄想，例如偏執狂的精神分裂症、癲癇造成的短暫腦葉變化。大多數採取這種看法的學者都認為貞德只是一個名義上的精神領袖，而不是有真實才幹的領導人。其他说法还包括结核病扩散、偏头痛。

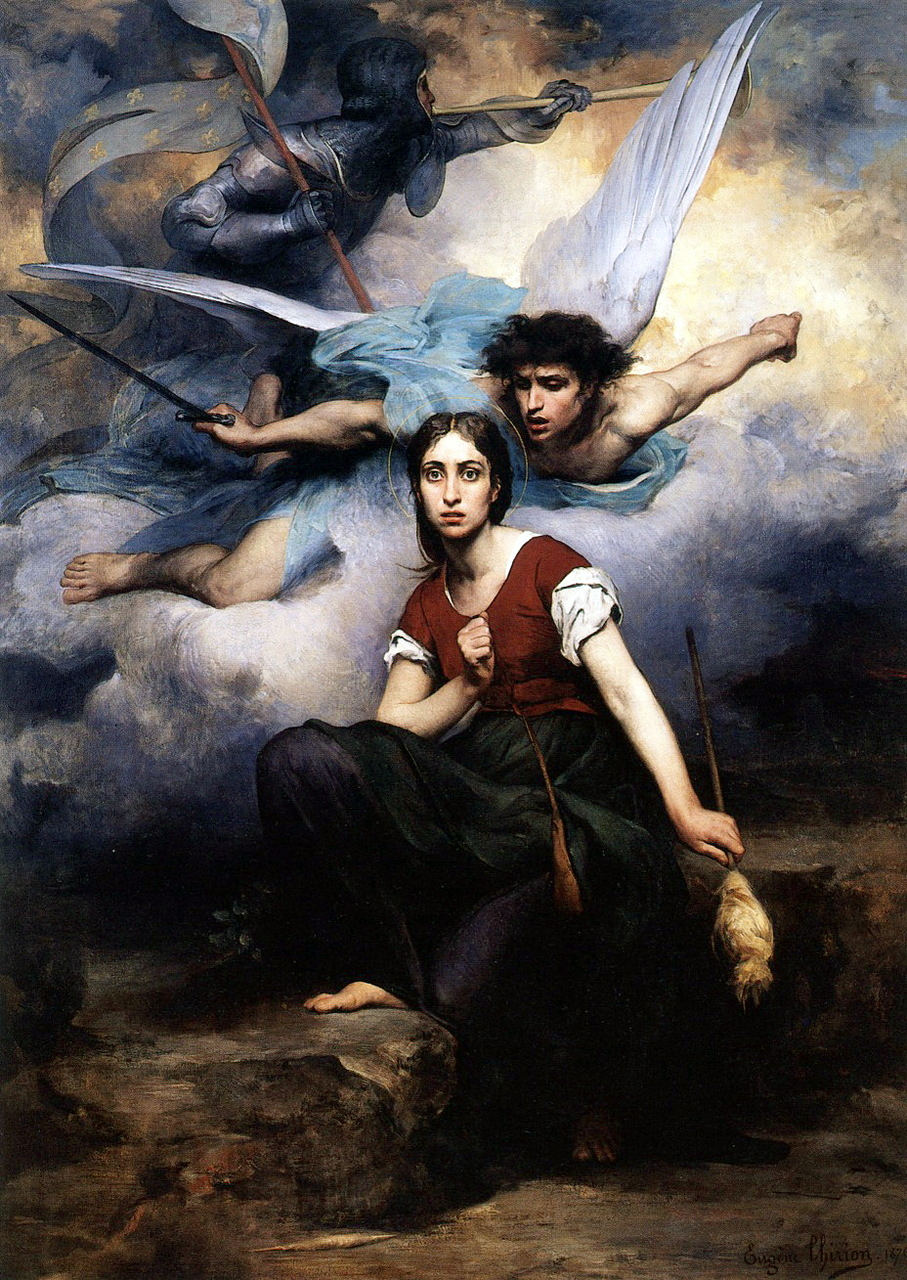
《聖女貞德》，由Eugene Thirion所繪，後方飛翔的是大天使彌額爾。

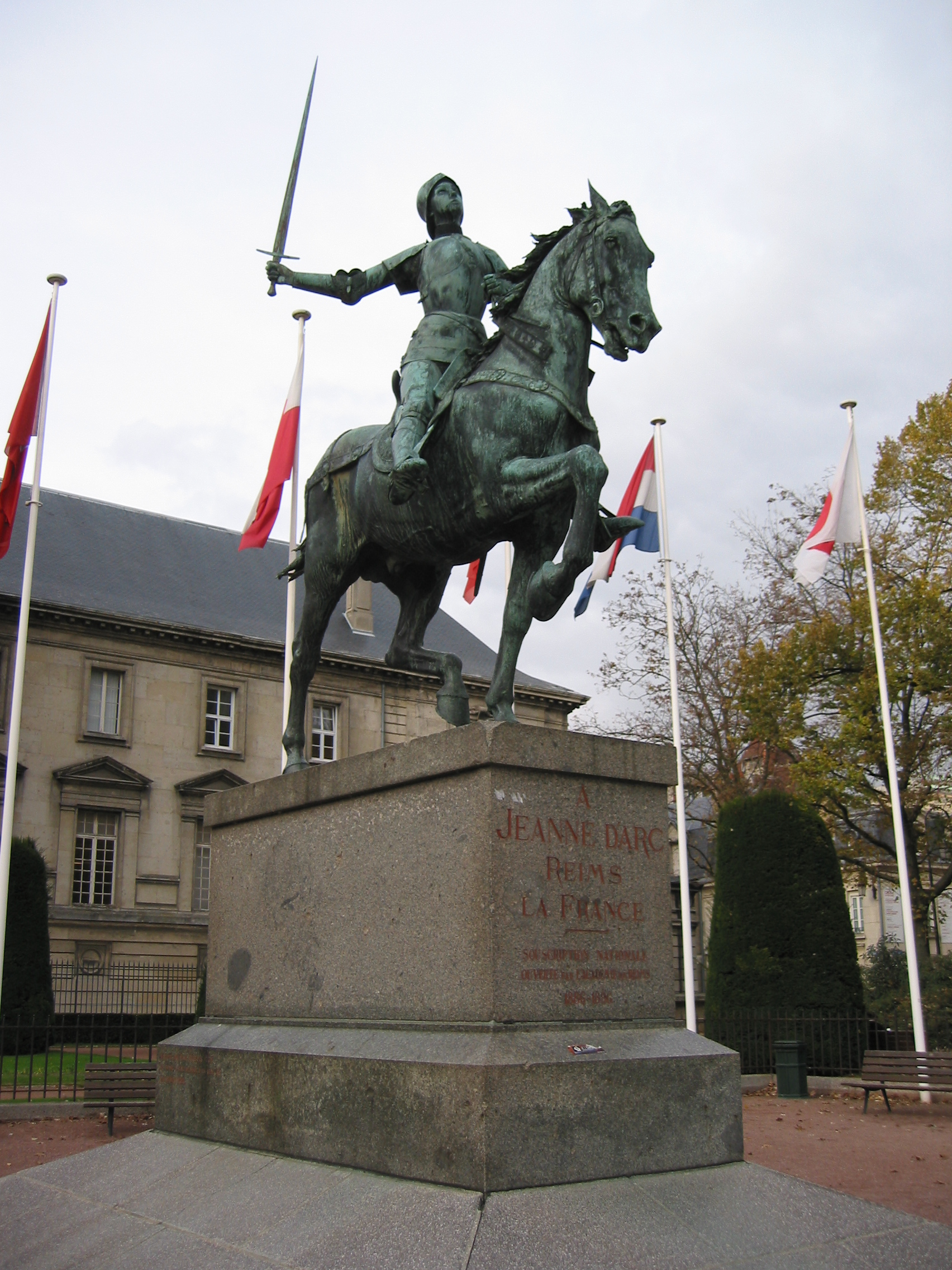
蘭斯的貞德像

有人反對這種心理疾病的解釋，本來一個精神病患不太可能會得到查理七世朝廷的支持，事實上之前的國王—發瘋了的查理六世，便被人稱為“瘋子查理”，當時法國在軍事和政治上的衰退便是因為他的發瘋造成的權力真空而導致的。他宣稱自己的身體是玻璃做的，任何人接近就會打碎他，但他的臣子部下們並沒有將他的說法也當成信仰的意識。在特魯瓦簽定的條約剝奪了查理七世的繼承權，或許其中一部分原因也是因為擔心他遺傳了父親的瘋病。當貞德到達希農時，王室的顧問Jacques Gélu 便提出警告：“我們任何人都不該因為受到這個女孩談話的影響而改變政策，一個農夫……如此的被幻覺所矇蔽；我們不該因此而遭受外國的譏笑……”與現代人對於中世紀的刻板印象不同，查理七世的朝廷相當的精明，而且對於幻覺這方面都抱持著懷疑論的看法。
也有說法根據貞德在審判紀錄上展現的回應，認為她應不是精神病患。“他們（審判者）常常從一個問題跳到另一個問題，變化無常，但儘管這樣，她仍然相當精明的回答，而且顯示出極好的記憶力。”她在質問中不可思議的回覆甚至迫使法庭停止公開的開庭。不過，儘管智力的衰退和記憶的喪失是許多主要精神疾病的病徵，但缺乏這些病徵不代表能完全排除精神疾病的可能性。雖然這樣，許多學者如Judy Grundy便指出，除了審判上的表現外，依據許多目擊者的說法，其他精神疾病可能導致的混亂，例如顯著的人格改變和雜亂無章的言語，這些徵兆似乎不在貞德身上出現。
主張貞德所見的是心理疾病造成之幻覺的人，通常根基於以下其中一種或多種的可能：
1. 由於認為天主並不會命令某個人去投入戰爭、或至少不會是去跟英格蘭人打仗，所以貞德一定是受到幻覺的影響，而不是真的遇上神蹟。不過，由於這只是人對於天主的假設，這種說法不能算是根據客觀原則而對於心理疾病的判斷。
2. 由於唯物论上否定天主的存在，所以任何看見的“神蹟”都必定是幻覺，因此貞德一定是有著心理疾病。

同時，醫學界並不會自動的將全部的神秘現象歸類為心理疾病，而且通常不會將以上的兩種分析視為是有根據的診斷：由於有關貞德心理疾病的爭議主要聚焦在她所見的是否為幻覺上，如果有人想要將這些所見的事物視為心理疾病的病症（也就是“幻覺”和“妄想”），那此人就必須先證明這些真的是屬於幻覺和妄想，而不是自己利用這些假設來作為證據以證實假設的本身。
一些對貞德所見的神蹟的醫學解釋則是諷刺性的：為了回應有些人所主張的，貞德是因為喝了結核病牛隻產下的未加熱殺菌的牛奶而產生幻覺，Régine Pernoud寫道：「法國政府應該停止對牛奶的加熱殺菌規定，好培養出更多這樣的英雄人物來造福國家」。

## 所造成的影響
百年戰爭在貞德死後繼續進行22年，查理七世成功保住法國國王的正統性，而沒有被英格蘭所宣稱的繼承者亨利六世（於1431年12月時進行加冕）所打倒。在英格蘭能重新組織於1429年損失的軍事將領和長弓兵部隊前，英格蘭也失去了和勃艮第的同盟，法國成功的在1435年的阿拉斯條約中使勃艮第向法國靠攏。英格蘭攝政的貝德福公爵在同一年去世，使年僅10歲的亨利六世成為最年輕的英格蘭國王而卻沒有人輔政。勃艮第立場的轉變以及亨利六世無能的領導或許就是造成戰爭結束的主要原因。Kelly DeVries主張，貞德將火炮作為攻勢用途和正面攻擊的戰術也影響了法軍往後的戰爭。

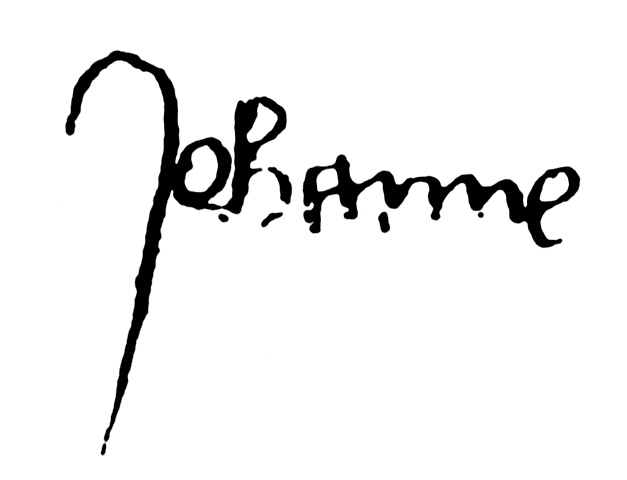
聖女貞德的簽名。

聖女貞德在接下來四百年成為了半傳說的角色。有關她的記載主要來自編年史，英格蘭主導的首次審判的5份原始手稿於19世紀時在舊檔案庫裡被發現。很快的歷史學家也找出重新審判時的完整紀錄，包含了115位目擊者的證詞，以及以拉丁文記載的首次審判的紀錄。許多當時的信件也被發現，其中3份有著貞德“Jehanne”的簽名，搖擺的字跡顯示她還在學習寫字。這些第一手資料都是兩次審判所留下的文件，成為相當不尋常的豐富資料來源，如同DeVries說的：“沒有任何中世紀的人物，無論男女，像貞德一般能被廣泛的研究。”

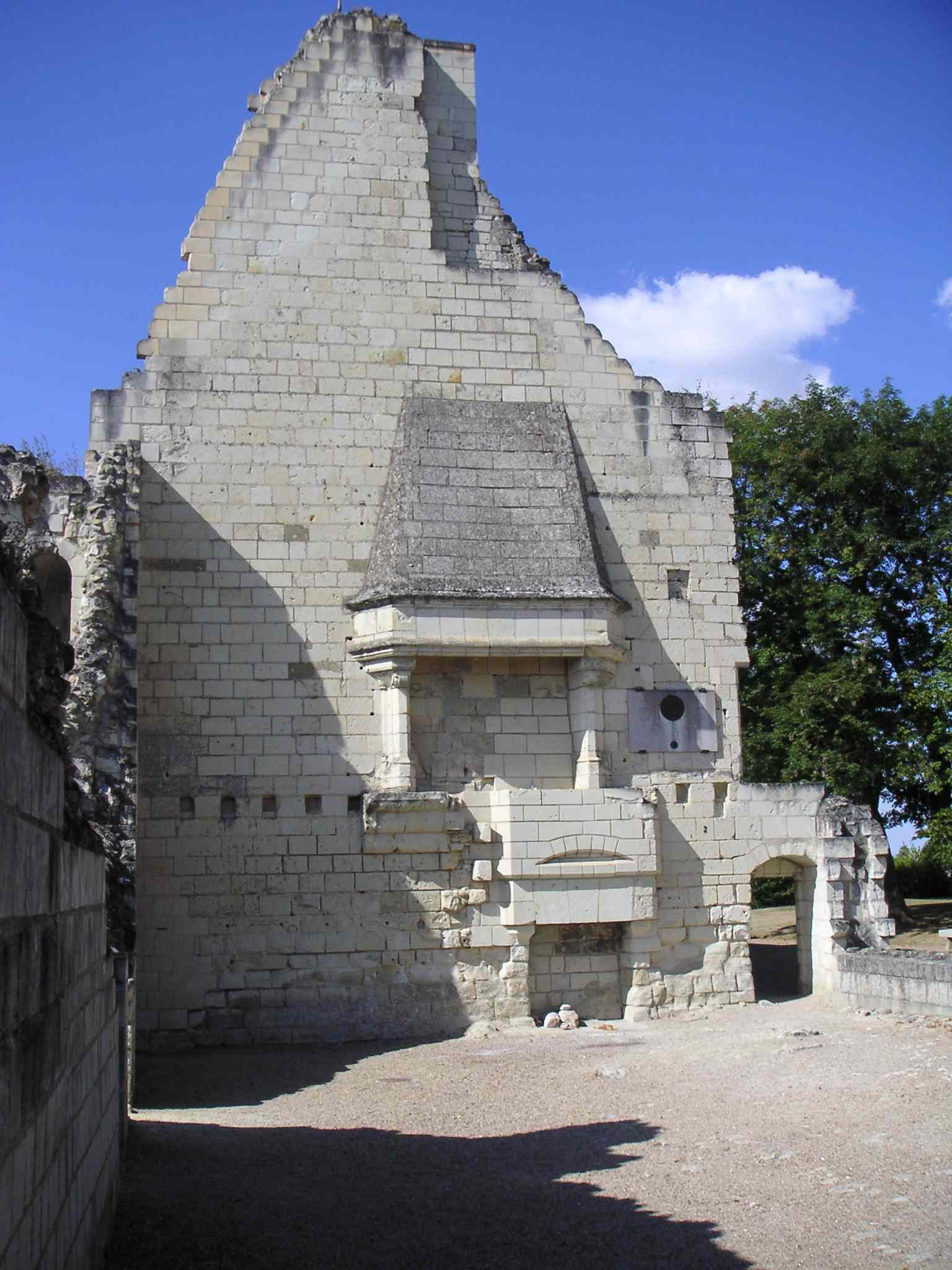
貞德當年與查理王儲首次會面的大廳的廢墟。位於希農的這座城堡如今只剩下高塔部分完整無缺，成為聖女貞德的博物館。

貞德來自一個不起眼的小村莊，而且只是個不識字的17歲農村女孩，但卻在短短幾年內成為了傳奇人物。在貞德前英法兩國都以有千年之久的薩利克繼承法來正當化這場戰爭，這場戰爭原本只是君王之間的為了繼承權產生的衝突。貞德則為戰爭帶來了不同的意義，如Jean de Metz 所描述的：“我們（法國）的許多國王都來自英格蘭血親；但我們就要成為英格蘭人嗎？”而Stephen Richey 則說：“她將一場原本枯燥乏味、普通人民深受其害但卻不感興趣的王朝間的衝突，變為一場熱情激昂的保家衛國的聖戰。”Richey 也描述了她對後代的影響力：
“在她死後5個世紀的人們，對她做了一切紀念：（她是）狂熱的信徒、宗教神秘主义者、天真纯洁，卻又可悲地成为一枚被当权者摆弄的棋子，同时又是現代民族主義的創始者和象征，被崇拜的女英雄和聖女。她即使面臨酷刑的威脅和火刑的死亡時，仍然堅持著她所聽到的來自上帝的聲音。無論那個聲音是否真實，她的事蹟讓所有聽到她故事的人都會震撼不已。”

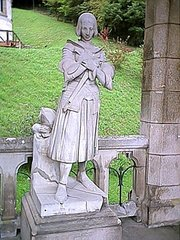
栋雷米-拉-皮塞勒的处女贞德象

在1452年戰爭結束後對她的死刑進行重新調查的同時，教會宣布由於她在奧爾良的光榮事蹟，核准奧爾良為朝聖的地點之一，並對當地的罪犯頒布了一次特赦。聖女貞德在16世紀被反對新教徒的天主教同盟作為他們的象徵。而在1849年至1878年擔任奧爾良主教的Félix Dupanloup 的努力下，於1909年對貞德進行了賜福禮。她並於1920年5月16日被封為聖人，她的紀念節日被定在5月30日。她成為了羅馬天主教會裡最受歡迎的聖人之一。
聖女貞德並不是女性主義者(這可能與宗教關係大)，她所扮演的角色為依據宗教傳統的特殊人物，代表了無論來自何種社會階層都能得到神的召喚。她嚴格禁止法軍招引婦女進入營地，有一次甚至還以劍背來敲打這些随军妇女以驅離她們。。
不過，許多在貞德生命中非常重要的幫助都來自女人，查理七世的岳母阿拉貢在起初對貞德的調查中證實了貞德的處女之身，並資助發起了援救奧爾良的遠征。在貞德於貢比涅被俘後，盧森堡伯爵的姑母珍夫人（Joan of Luxembourg）也改善了貞德在監獄裡的生活狀況而且可能也延緩了她被移交給英格蘭人的時間。最後，英格蘭攝政的貝德福公爵的夫人安妮（Anne of Burgundy）在審判前證實了貞德仍是處女之身。也因此法庭無法指責貞德為女巫，並也為貞德的清白和聖徒品行提供了證據。從克里斯蒂娜·德·皮桑到現在，聖女貞德成為女性眼中勇敢而積極的正面角色。

二戰時夏爾·戴高樂所領導的自由法國旗幟。採用了聖女貞德的洛林十字（Cross of Lorraine）作為象徵。

從拿破崙開始，聖女貞德在法國就時常被作為政治的象徵，自由派強調她出生於卑微平凡的家庭，早期的保守派則強調她對國王的支持。後來的保守派則強調她的民族主義。在二戰中，法國投降後，德國的傀儡政權維希法國與法國反抗勢力都以貞德作為象徵之一：維希政府的宣傳強調她對抗英格蘭人的事蹟，在海報上顯現英軍戰機轟炸盧昂的情景，並輔以標題：“他們總是回來展現暴行。”而反抗勢力則強調她與外國佔領勢力的對抗，以及她的故鄉洛林被納粹德國所佔領。
傳統的天主教徒，尤其是在法國，也用貞德作為象徵之一。來自法國，1988年反對教宗進行改革的勒費弗爾·馬塞（Marcel Lefebvre）被逐出教會，支持者則將他和聖女貞德被逐出教會相提並論。三艘法國海軍的軍艦也前後以貞德為名，現役的是一艘直昇機航空母艦。近來引起相當爭議的法國政黨国民阵线也以貞德作為號召，在出版物上都有她的畫像，而且還以燃燒的三色旗作為殉教的象徵。不過這個政黨的反對者往往諷刺這種盜用貞德形象的做法。每年的五月的第二個星期日，也被法國定為紀念貞德的全國假日。而香港港島東區的聖貞德中學，就是在1955年時港英政府以聖女貞德命名。

## 相關的文学艺术

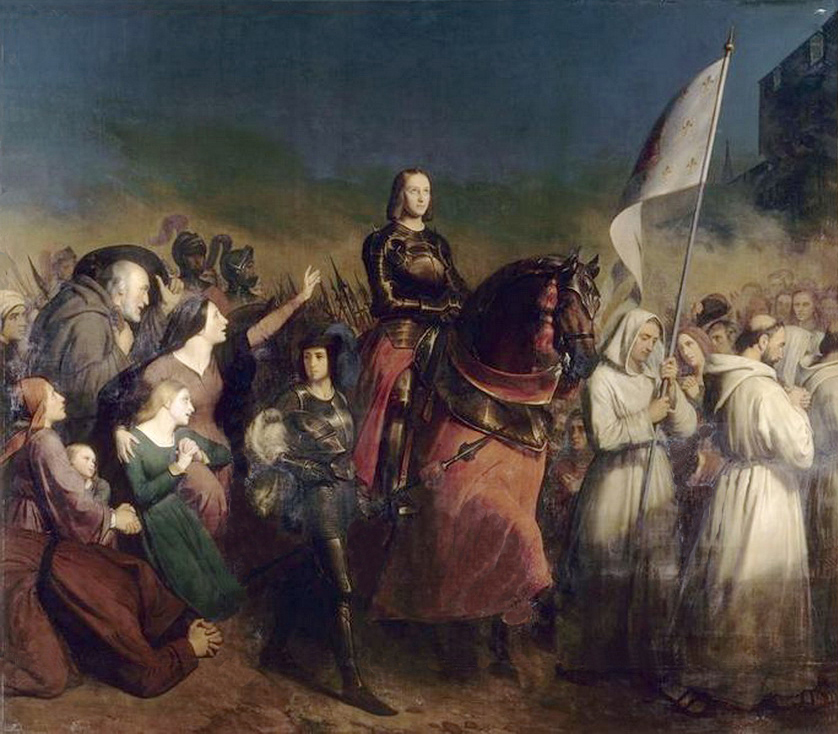
Joan of Arc, by Scheffer Henry, 1843.

### 文学
贞德的形象一直对文学家有着非一般的魅力。莎士比亚（《亨利六世》），席勒（《奥尔良的处女》）和萧伯纳（《圣女约翰娜》）都是有关她生平并且进行不同角度诠释的重要作品。以莎士比亞的作品為例，便以貶義的角度，描述她為魔女。Jean Anouilh（L'Alouette，意为「约翰娜或是云雀」）视贞德为出生平民的少女，却用着自己的热情与爱国情怀促使当权者进行抵抗。
Bertolt Brecht对这位女英雄有着类似的看法。在作品《屠宰場裏的聖女貞德》中他将贞德带到现代（1929/30年世界经济危机）。在戏中她成了一位救世军的积极分子。而在《西蒙·马卡德的观点》中，一位少女竭力唤醒周围的人去对抗德国侵略者，有着一如贞德对抗英格兰的气概。
塞谬尔·朗赫恩·克莱门斯则为她写了部虚构的自传──《巾帼英雄贞德传》（1896年）──他所署的笔名为Sieur Louis de Conte。但他另一个笔名马克·吐温更有名气。伏爾泰则在1739年用贞德的题材写了一部讽刺教会的叙事诗《处女》。

### 音乐
席勒的悲剧《奥尔良的处女》为威尔第写成歌剧《聖女貞德》（1845年）。席勒的作品同样为柴可夫斯基所采用，歌剧名为《奥尔良少女》，而脚本则是由作曲家本人自己加工过的。这部歌剧中，贞德作为殉道者战死于战场上，但歌剧结尾，柴可夫斯基却又忠实于原著：贞德遗体还是被执行了火刑。
阿尔蒂尔·奥涅格在1938年写了一部清唱劇《火刑架上的贞德》。
意大利金属乐队Thy Majestie在2005年10月发行一张专辑Jeanne D´Arc，专辑里体现了贞德的题材意念。
日本搖滾樂團聖女貞德不但樂團名稱以貞德命名，而且更以貞德的生平事蹟作為構思而創作了《-救世主 メシア-》（後收錄於2001年专辑《Z-HARD》）。
滨崎步的歌《Free & Easy》（单曲Free & Easy，並收錄於2002年专辑RAINBOW）單曲封面、歌曲和MV都是以贞德为题材的。歌曲前奏亦取樣自電影《聖女貞德》原聲帶之配樂主旋律。
凯特·布什的歌《Joanni》（2005年专辑《Aerial》）也是以贞德为题材的。

### 电影
贞德的这段历史也是一个好的电影素材，是电影历史上被重拍次数最多的人物传记片，单是英格丽·褒曼就拍了两部，兩部的導演分別是《亂世佳人》的導演維克托·弗萊明以及義大利新寫實主義導演羅伯托·羅塞里尼。1999年，Ed Gernon 和 Christian Duguay 导演拍了一部比较忠於历史的电影《贞德-千古传奇》。主角由莉莉·索碧斯基 担任，彼得·奥图尔饰主教Cauchon，而马克西米利安·谢尔则出演Le'Maitre。
這個題材同時也被不少早期傑出的導演詮釋過。1928年由丹麥導演卡爾·希歐多爾·德萊葉所執導的默片版本《聖女貞德蒙難記》，以及後來在1962年由法國導演羅伯特·布列松執導的黑白片版本，都把焦點直接放在審訊的過程，主題非常集中且手法明確，前者甚至有著名戲劇理論家Artaud參與演出。
1999年，完成《聖女貞德》。蜜拉·喬娃薇琪饰贞德，约翰·马尔科维奇饰查理七世。片中就贞德究竟只是狂热的疯子还是热忱的信仰者做了一次新的探讨，这里的贞德有着自己的弱点和疑虑，甚至到了最后她为自己的信仰而苦苦争斗。片中反复出现的黑袍人，由德斯汀·荷夫曼饰演。

### 舞台劇
- 聖女貞德，編劇：中島一樹；監督：白井晃；主演：堀北真希（飾演貞德）、伊藤英明（飾演查理七世）等。此劇片長168分鐘，于2010年11月30日至12月19日在东京ACT剧院上演，同年12月24日至28日在大阪梅田藝術劇場上演，累计观看人数过百万。

### 電玩與動漫
- 日本戰略遊戲《聖女貞德》，改編自貞德抗英的故事，並增加許多奇幻元素。
- 即時戰略遊戲《世紀帝國II：帝王世紀》中有一個故事主角便是聖女貞德。玩家要扮演著聖女貞德引導法軍如何反擊以致獲勝。
- 即時戰略遊戲《世紀帝國4》的資料片“苏丹的崛起”中，法兰西文明的其中一個變種為聖女貞德。貞德以特殊單位的形象出現在游戲中，她的能力不僅對法兰西有著强大的加成，而且還帶有自己的特色兵种。
- 日本3v3實時MOBA遊戲 Compass （コンパス）中，聖女貞德為初始的其中一個人物，貞德的英勇和無懼被塑造成全遊戲最高血量的角色，蒼藍的軍旗和鑲金的大盾使她更符合史實。
- 日本手機遊戲《Fate/Grand Order》(FGO)中有貞德的英靈和卡牌，並在第一特異點-邪龍百年戰爭中登場；《擴散性百萬亞瑟王》中有此角色。
- 在動畫《神風怪盜貞德》中的女主角日下部麗為聖女貞德的轉世。
- 輕小說《緋彈的亞里亞》中的女主角之一的貞德三十世被設定是聖女貞德的後裔。
- 在動畫《超人高中生們即便在異世界也能從容生存！》中，紅髮的白銀騎士，名為貞德·盧布朗。
- 在動畫《現實主義勇者的王國重建記》中的大凱歐斯帝國的陸軍總帥，名為貞德·尤弗利亞。
- 在動畫《Fate/Apocrypha》中，裁定者（Ruler）設定為被聖杯召喚出來的。
- 在遊戲《萬國覺醒》中成為法國的初始統帥
- 在動畫《魔法少女小圓》中曾暗示聖女貞德為人類歷史上的魔法少女之一；而《魔法少女小圓漫畫》系列外傳中，則直接描寫百年戰爭時，聖女貞德以魔法少女的身分帶領法軍擊退英格蘭聯合軍的物語。
- 在動畫《閃電十一人GO》的擁有符合「二之力」（擁有能力“超凡魅力的後衛”：呼喚起同伴的無限勇氣，化作鐵壁般的領袖後衛)的女角色。
- 在漫畫《最後的餐廳》中當作餐廳客人。
- 在漫畫魔女大戰 32名異能魔女交戰廝殺（河本焰、塩塚誠（日语：塩塚誠））中作為魔女登場。
- 在《黑塔利亚 Axis Powers》系列中，作者正剧漫画《后会有期》里有弗朗西斯（法国）遇到来法国旅游、名为“丽莎”的少女，并且主动当她的向导一同旅行的故事，其中似乎有暗示丽莎是贞德转世，但不明确。
- 《猫和老鼠官方手游》于2025年7月24日的更新中加入剑客莉莉的首款SP级皮肤剑客莉莉·“贞德”。在活动《“他们”的故事》中，剑客莉莉·“贞德”向小老鼠泰菲讲述了贞德的故事。

### 桌遊
- 《歷史巨輪》

## 备注
1. ↑  虔誠的天主教徒將此視為貞德是由天主所授命的證據之一。在奧爾良的勝利使貞德得到許多重要神職人員的支持，例如埃姆布（Embrun）的樞機和神學家让·热尔松，兩人都在此時寫下支持貞德的文章。
2. ↑  法庭的調查從1月9日至3月26日，正式開庭於3月26日至5月24日，到5月24日卻全盤取消之前的審判。5月28日至29日又開始審判。

### 引用
1. ↑  . Chemainustheatrefestival.ca.   [2012-11-30]. （原始内容存档于2013-06-02）.
2. ↑  . churchofengland.org.   [2015-10-04]. （原始内容存档于2018-12-25）.
3. ↑  .   [2022-03-19]. （原始内容存档于2022-03-19）.
4. ↑  DeVries，第15–19页
5. ↑  Pernoud & Clin，第167页
6. ↑  DeVries，第24页
7. ↑  Pernoud & Clin，第188–189页
8. ↑  Pernoud & Clin，第10页
9. ↑  DeVries，第28页
10. ↑  Pernoud & Clin，第221页
11. ↑  DeVries，第37–40页
12. ↑  Jean de Metz在重新審判上的證詞。 （页面存档备份，存于）（Accessed 12 February 2006）
13. ↑  Oliphant, ch. 2. （页面存档备份，存于）（Accessed 12 February 2006）
14. 1 2  Richey（2003年），第4页
15. 1 2  Richey, "Joan of Arc: A Military Appreciation". （页面存档备份，存于）（Accessed 12 February 2006）
16. ↑  Perroy（1965年），第283页
17. ↑  Pernoud & Clin，第230页
18. ↑  DeVries，第96–97页
19. ↑  阿朗松在重新審判上的證詞 （页面存档备份，存于）（Accessed 12 February 2006）
20. ↑  DeVries，第114–115页
21. ↑  DeVries，第122–126页
22. ↑  Lucie-Smith，第156–160页
23. ↑  DeVries，第134页
24. ↑  重新審判後證實科雄並沒有權力主導這件案子。參見Joan of Arc: Her Story, by Regine Pernoud and Marie-Veronique Clin, p. 108. The vice-inquisitor of France objected to the trial on jurisdictional grounds at its outset.
25. ↑  重新審判中Nicholas Bailly的證詞 （页面存档备份，存于）（Accessed 12 February 2006）
26. 1 2  Pernoud & Clin，第112页
27. ↑  Pernoud & Clin，第130页
28. ↑  Nullification trial testimony of Guillaume de Manchon. （页面存档备份，存于）. Retrieved 12 February 2006.
29. ↑  Condemnation trial, pp. 342–343..   [2006-05-11]. （原始内容存档于2006-09-13）.（Accessed 12 February 2006）也是在重新審判中Pierre Migier的證詞，“這也是取消之前審判的動作之一，我知道這是由她簽下的”；“文件是書寫成的，大約類似禱告的主禱文（Pater Noster）的長度。” （页面存档备份，存于）（Accessed 12 February 2006）主禱文的全文： （页面存档备份，存于）（Accessed 12 February 2006）
30. ↑  Pernoud 1994，第220頁，帶有Friar Martin Ladvenu和Friar Isambart de la Pierre的證詞。
31. ↑  重新審判中Jean Massieu的證詞。 （页面存档备份，存于）（Accessed 12 February 2006）
32. ↑  在2006年2月，一隊法醫科學家宣布展開為期6個月的研究，以調查在希農博物館遺留的據稱為貞德留下的骨頭和皮膚。這項研究不能提供準確的證實，但能利用炭14檢測法和性別測試來排除一些純粹的惡作劇 （页面存档备份，存于）（Accessed 1 March 2006）。而到了2006年12月，科學家已經否認了這些骨灰屬於貞德的可能性Guardian News （页面存档备份，存于）（Accessed 21 December 2006）
33. ↑  Pernoud（1994年），第233页
34. ↑  Condemnation trial, pp. 78–79..   [2006-05-11]. （原始内容存档于2006-09-13）.（Accessed 12 February 2006）
35. ↑  《申命記》第22章第5节参
36. ↑  最值得注意的是Thomas Aquinas說的“出外的服裝應該與一個人的身分及當時習俗相符。因此女人穿著男子服裝本身就是一件罪惡，尤其可能產生感覺上的愉悅，而這是教義裡明顯禁止的（Deut 22）....但是若在必要情況下，為了躲避敵人或是沒有其他衣服可穿等情況時，是可以這樣做的。”（Summa Theologiae II, II, question 169, article 2, reply to objection 3）
37. ↑  重新審判中Guillaume de Manchon的證詞。 （页面存档备份，存于）（Accessed 12 February 2006）
38. ↑  依據中世紀服裝專家Adrien Harmand的說法，貞德穿了兩件的褲子，以20個固定扣件牢牢繫著緊身上衣。外層的褲子是以類似長筒靴的皮革做的。"Jeanne d'Arc, son costume, son armure."  （页面存档备份，存于）（法文）（Accessed 23 March 2006）
39. ↑  Condemnation trial, p. 78..   [2006-05-11]. （原始内容存档于2006-09-13）.（Accessed 12 February 2006）重新審判中普瓦捷神學專家Brother Seguin de Seguin的證詞，他並沒有直接提到貞德的服裝，但對貞德的虔誠態度非常肯定。 （页面存档备份，存于）（Accessed 12 February 2006）
40. ↑  Fraioli, Joan of Arc: The Early Debate, p. 131.
41. ↑  Meltzer, For Fear of the Fire: Joan of Arc and the Limits of Subjectivity, p. 6.
42. ↑  Lucie-Smith，第120–123页
43. ↑  http://linkinghub.elsevier.com/retrieve/pii/S1525-5050 （页面存档备份，存于） (06)00175-2 
Foote-Smith E, Bayne L (1991). "Joan of Arc". Epilepsia 32 (6): 810–5. DOI:10.1111/j.1528-1157.1991.tb05537.x. PMID 1743152.（epilepsy）
Henker FO (December 1984). "Joan of Arc and DSM III". South. Med. J. 77 (12): 1488–90. DOI:10.1097/00007611-198412000-00003. PMID 6390693. http://meta.wkhealth.com/pt/pt-core/template-journal/lwwgateway/media/landingpage.htm?issn=0038-4348&volume=77&issue=12&spage=1488 （页面存档备份，存于）. （various psychiatric definitions）
Allen C（Autumn–Winter 1975）. "The schizophrenia of Joan of Arc". Hist Med 6（3–4）: 4–9. PMID 11630627.（schizophrenia）
44. ↑  Pernoud & Clin，第3, 169, 183页
45. ↑  Richard C. Famiglietti, Royal Intrigue: Crisis at the Court of Charles VI, 1392–1420. New York: AMS Press, 1987. ISBN 978-0-404-61439-3.
46. ↑  重新審判中Dame Marguerite de Touroulde的證詞，她是一個朝廷顧問的寡婦：“我聽說那些指引貞德到王儲面前的人都認為她瘋了，而且原本打算對她不理不睬，但當他們一接近她身邊，就開始變的對她言聽計從了。” （页面存档备份，存于）（Accessed 12 February 2006）
47. ↑  重新審判中Guillaume de Manchon的證詞。 （页面存档备份，存于）（Accessed 12 February 2006）
48. ↑  See, for example, Dr. Hoffman's article already cited in a note farther above.
49. ↑  Pernoud（1994年），第275页
50. ↑  DeVries，第179–180页
51. ↑  Pernoud & Clin，第247–264页
52. ↑  DeVries in Fresh Verdicts on Joan of Arc, ed. Bonnie Wheeler, p. 3.
53. ↑  重新審判中Jean de Metz的證詞。 （页面存档备份，存于）（Accessed 12 February 2006）
54. ↑  Ibid.
55. ↑  聖女貞德的聖徒檔案在天主教網站Catholic.org有最高的點閱率。 （页面存档备份，存于）（Accessed 12 February 2006）
56. ↑  其實與一般人想像中的不同，隨軍流動的婦女（camp followers）主要角色並非賣淫。她們能進行洗衣、搬運等工作，女性隨軍平民往往是士兵的妻子們。不過仍有一些屬於賣淫的婦女。Byron C. Hacker and Margaret Vining, "The World of Camp and Train: Women's Changing Roles in Early Modern Armies". (PDF).   [2006-05-11]. （原始内容 (PDF)存档于2006-05-09）.（Accessed 12 February 2006）
57. ↑  阿朗松公爵據稱看到了貞德在Saint Denis驅趕營妓時，以劍背敲打她們，卻無意間打碎了她的劍。Louis de Contes在有關貞德的記載中描寫了這一幕情景，並認為這對貞德是不祥的警告。來自重新審判中的證詞。 （页面存档备份，存于）（Accessed 12 February 2006）
58. ↑  這些測試，依據貞德懺悔中的說法，是處女膜的檢查，但這種方法在檢驗上其實並不可靠。無論如何，這些來自高階社會地位婦女的認可對貞德生涯的影響相當重大。出自重新審判中Jean Pasquerel的證詞。 （页面存档备份，存于）（Accessed 23 March 2006）
59. ↑  English translation of Christine de Pizan's poem "La Ditie de Jeanne d'Arc" by L. Shopkow. （页面存档备份，存于）（Accessed 12 February 2006）Analysis of the poem by Professors Kennedy and Varty of Magdalen College, Oxford..   [2006-02-07]. （原始内容存档于2008-06-16）.（Accessed 12 February 2006）
60. ↑  國家陣線的標誌包括了燃燒的三色旗和重新複製的貞德雕像。.   [2006-05-11]. （原始内容存档于2006-03-24）. （法文）（Accessed 7 February 2006）The graphics forums at Étapes magazine include a variety of political posters from the 2002 presidential election..   [2006-02-07]. （原始内容存档于2007-10-29）. （法文）（Accessed 7 February 2006）

## 外部連結
- Jeanne d'Arc Center （页面存档备份，存于），Jenny Hefczyc寫，包括傳記、翻譯同其他原始研究（英文）（法文）
- Bryn Mawr （页面存档备份，存于）（英文），有關貞德的文件資料庫
- Catholic Encyclopedia （页面存档备份，存于）（英文），聖女貞德檔案
- 聖女貞德檔案 （页面存档备份，存于）（英文），Allen Williamson著，包括傳記、翻譯和其他原始研究
- 聖女貞德博物館 （页面存档备份，存于）（法文），在法國盧昂
- （页面存档备份，存于）（日語），2010日本舞台剧圣女贞德的官方网站
- 重新認識聖女貞德：不是最厲害的女英雄，而是最厲害的「英雄」 （页面存档备份，存于）